# 6-os metró (Párizs)

A hatos vonal a kettessel együtt egy teljes körmetrót hoz létre a belváros körül

A párizsi 6-os metró, Párizs hatodik metróvonala, melynek első szakaszát 1900. október 2-án nyitották meg, akkor még mint az egyes vonal hosszabbítása. Jelenleg Charles de Gaulle - Étoile és Nation állomások között közlekedik. Félköríves útvonalon halad át a város déli felén, az 1784-1860-as egykori Fermiers généraux fal nyomvonalán épült sugárutak felett, a nyugati Charles de Gaulle-Étoile és a keleti Nation között.
A 13,6 km-es vonalnak majdnem fele, 6,1 km halad az utcaszintnél magasabban, a közúti forgalom felett.
A mai 6-os vonal sínpályáit és állomásait 1900 és 1909 között nyitották meg, de a jelenlegi kialakításukat csak 1942-ben vették fel. Az Étoile és a Place d'Italie közötti szakaszt 1900 és 1906 között nyitották meg a 2 Sud vonalként. A vonal 1907-ben az 5-ös vonal részévé vált. A Place d'Italie és a Nation közötti szakasz 1909-ben nyílt meg 6-os vonalként. 1942-ben az 5-ös vonal Étoile - Place d'Italie szakaszát áthelyezték a 6-os vonalra, létrehozva a mai 6-os vonal útvonalát.
A vonalat a Métro egyik legkellemesebb vonalának tartják, mivel számos, néha kivételes kilátás nyílik Párizs számos leghíresebb nevezetességére és műemlékére. 1974-ben átépítették gumikerekű metróvá. Párizs hatodik legforgalmasabb vonala, 2016-ban több mint 100 millió utasa volt.

## Galéria

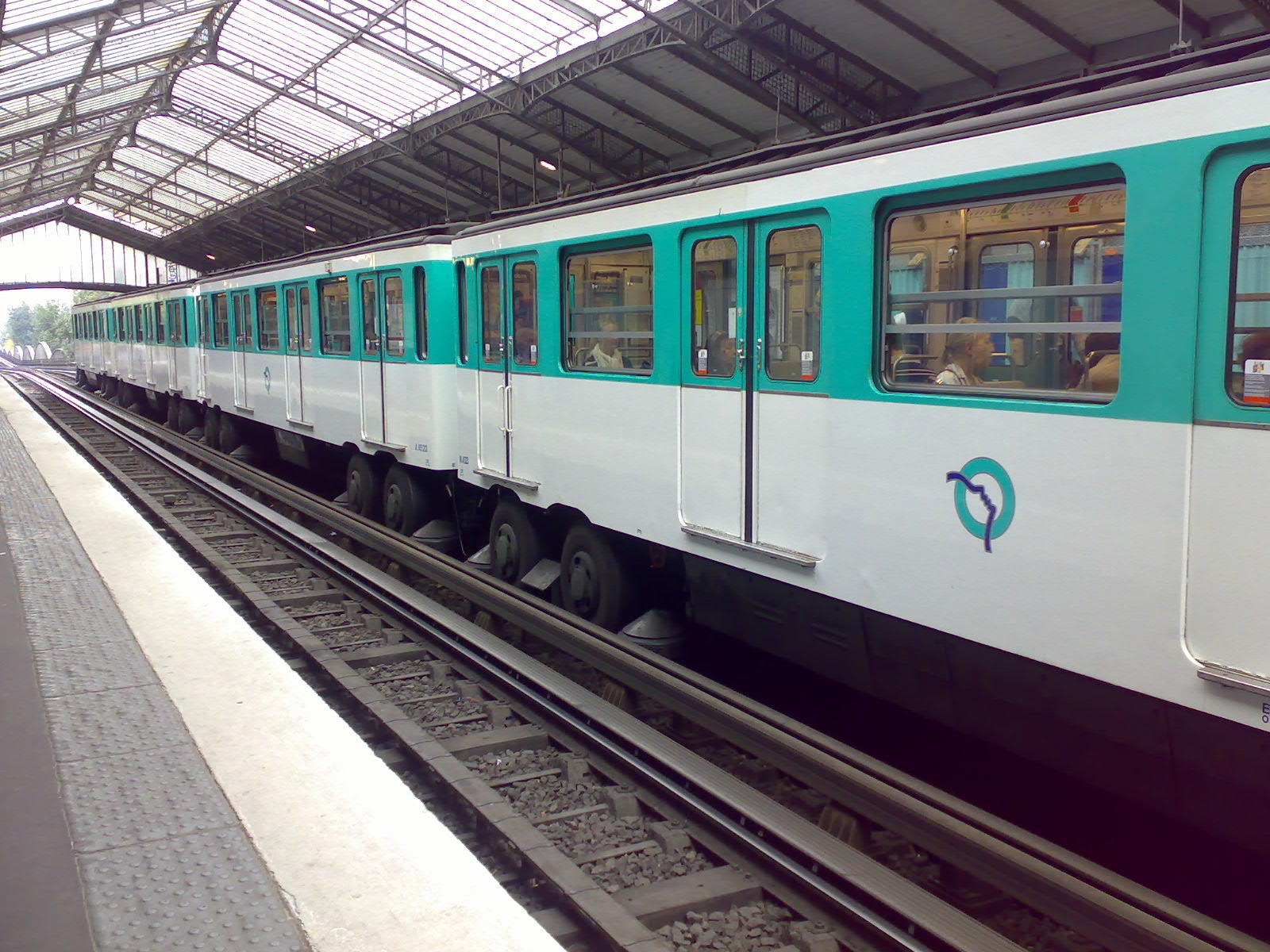
Bir-Hakeim
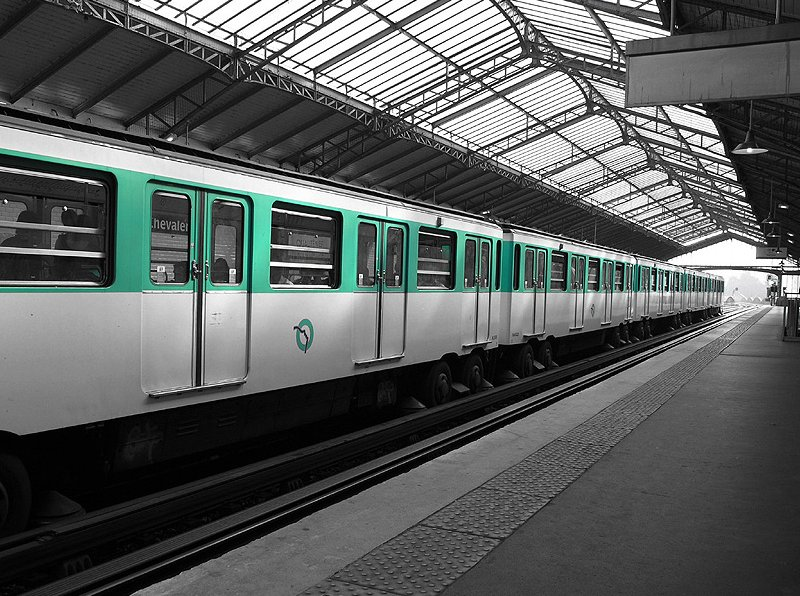
Chevaleret
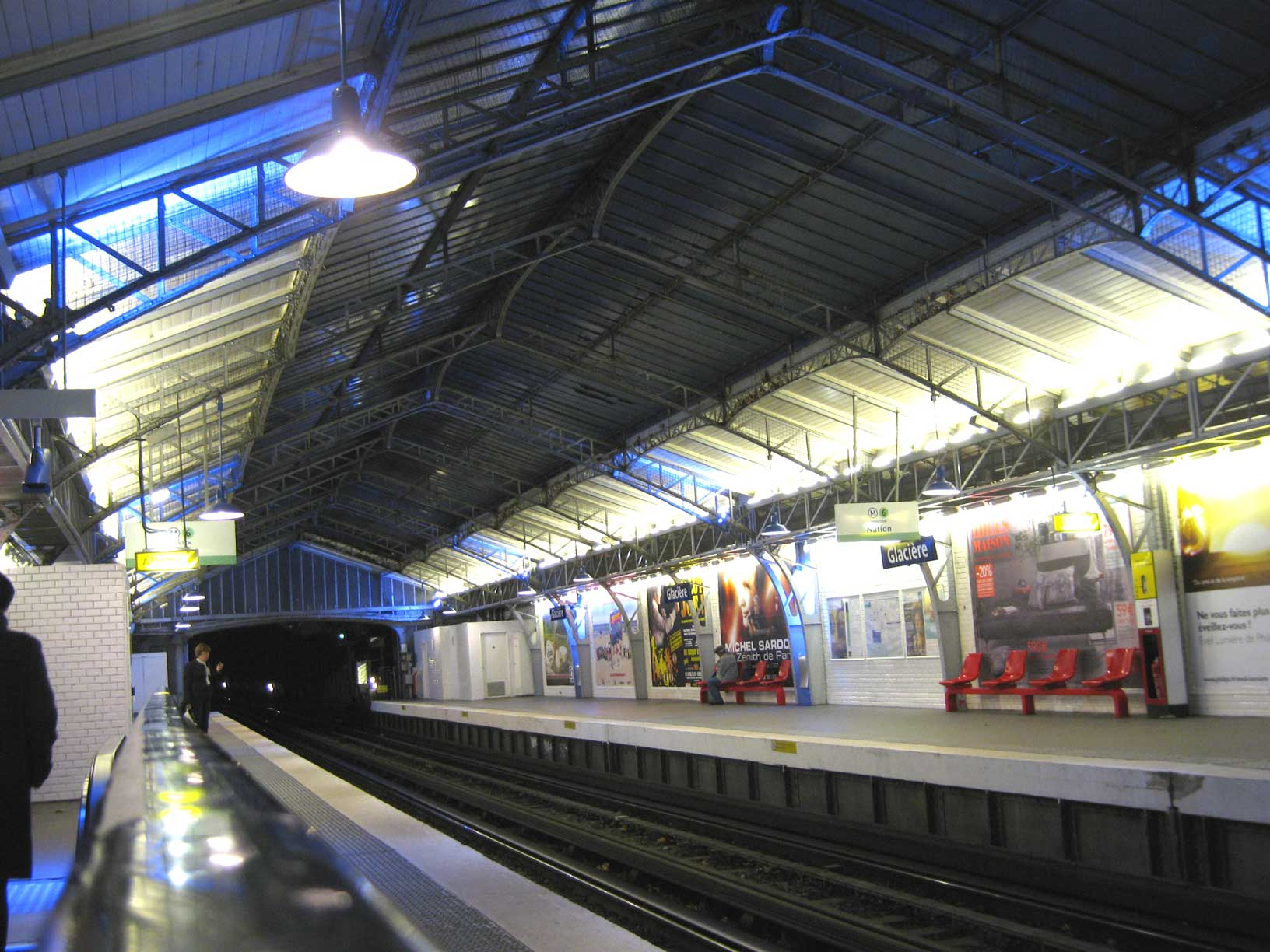
Glacière
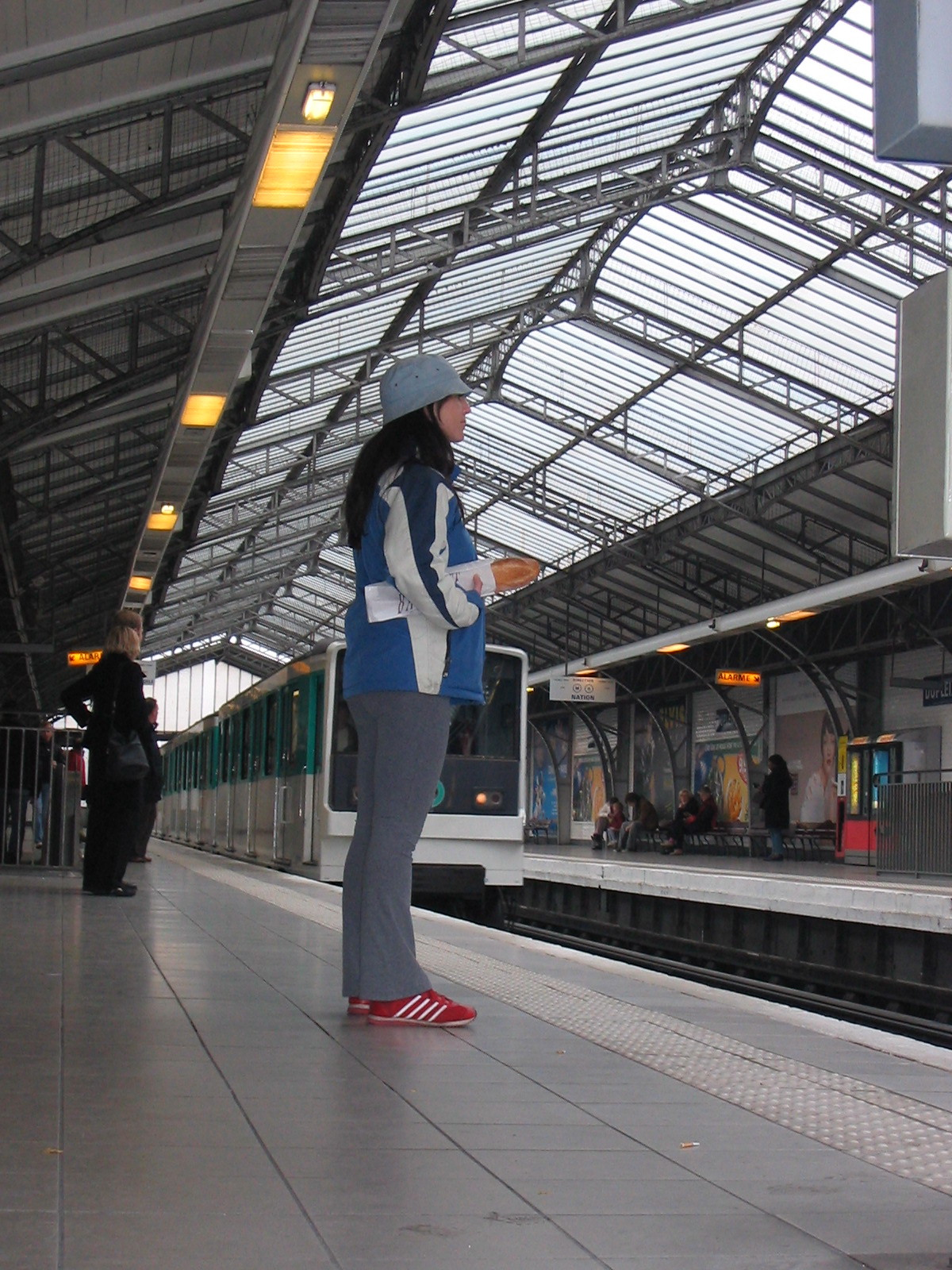
Dupleix
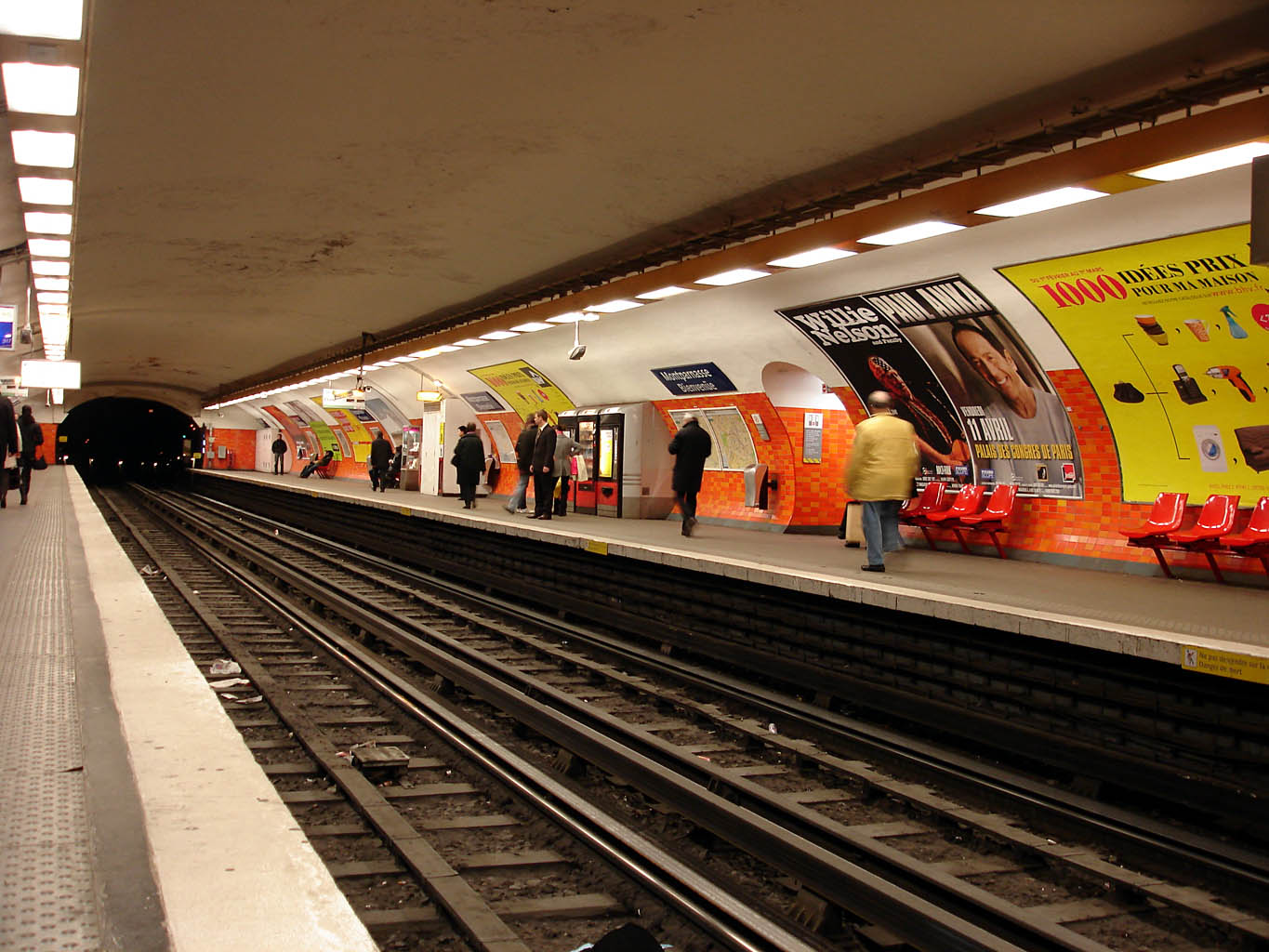
Montparnasse – Bienvenüe
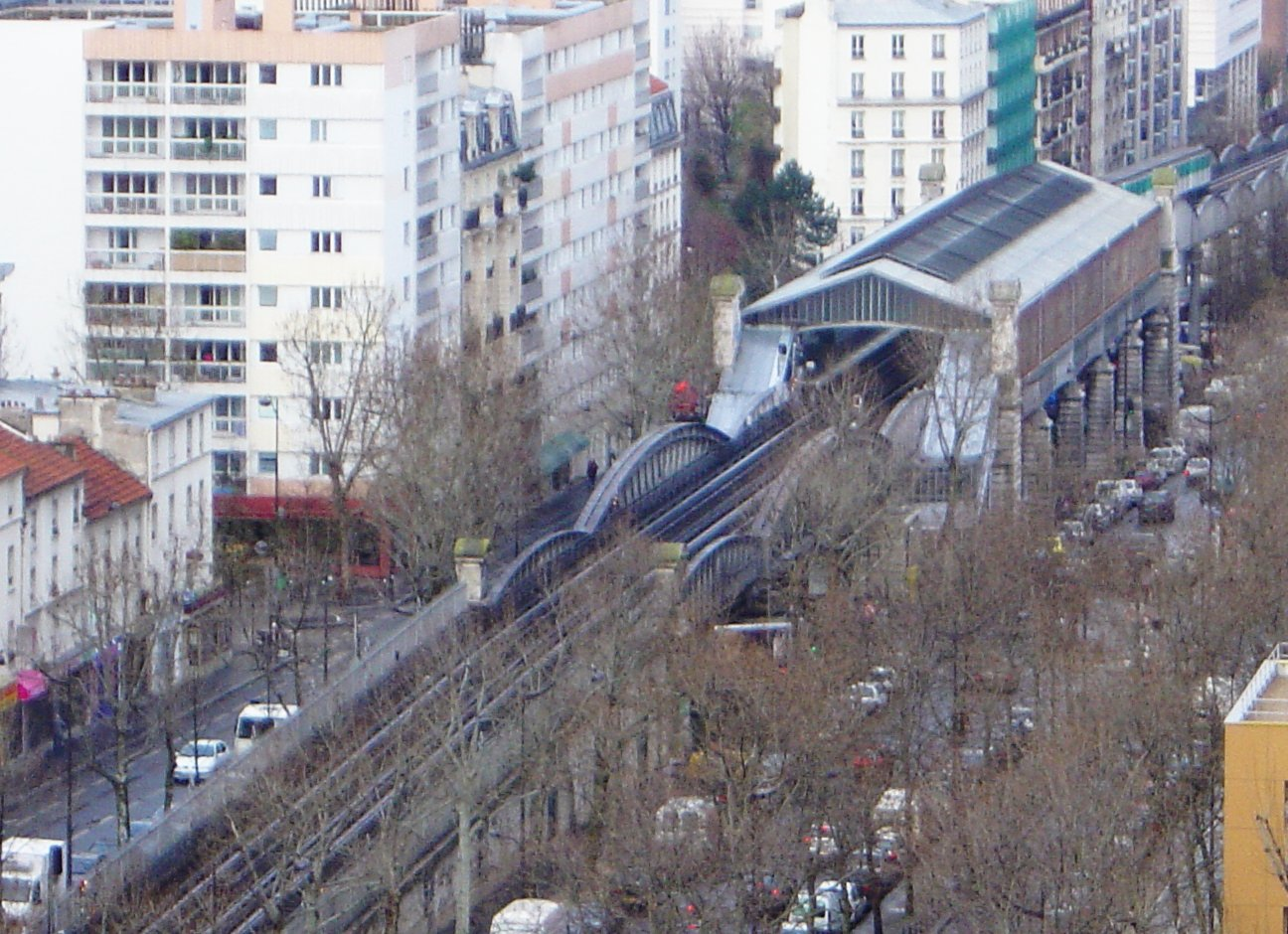
Nationale
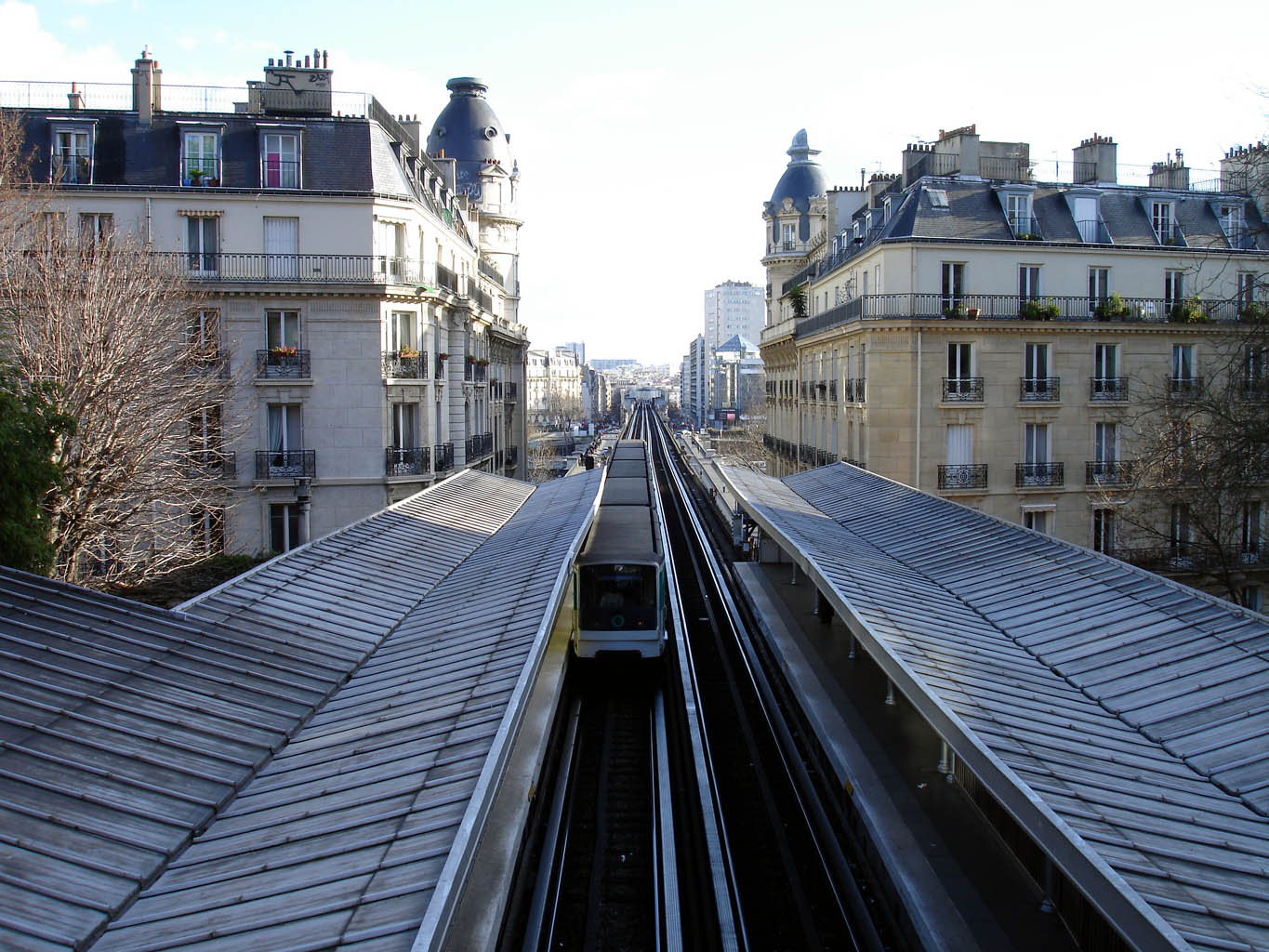
Passy
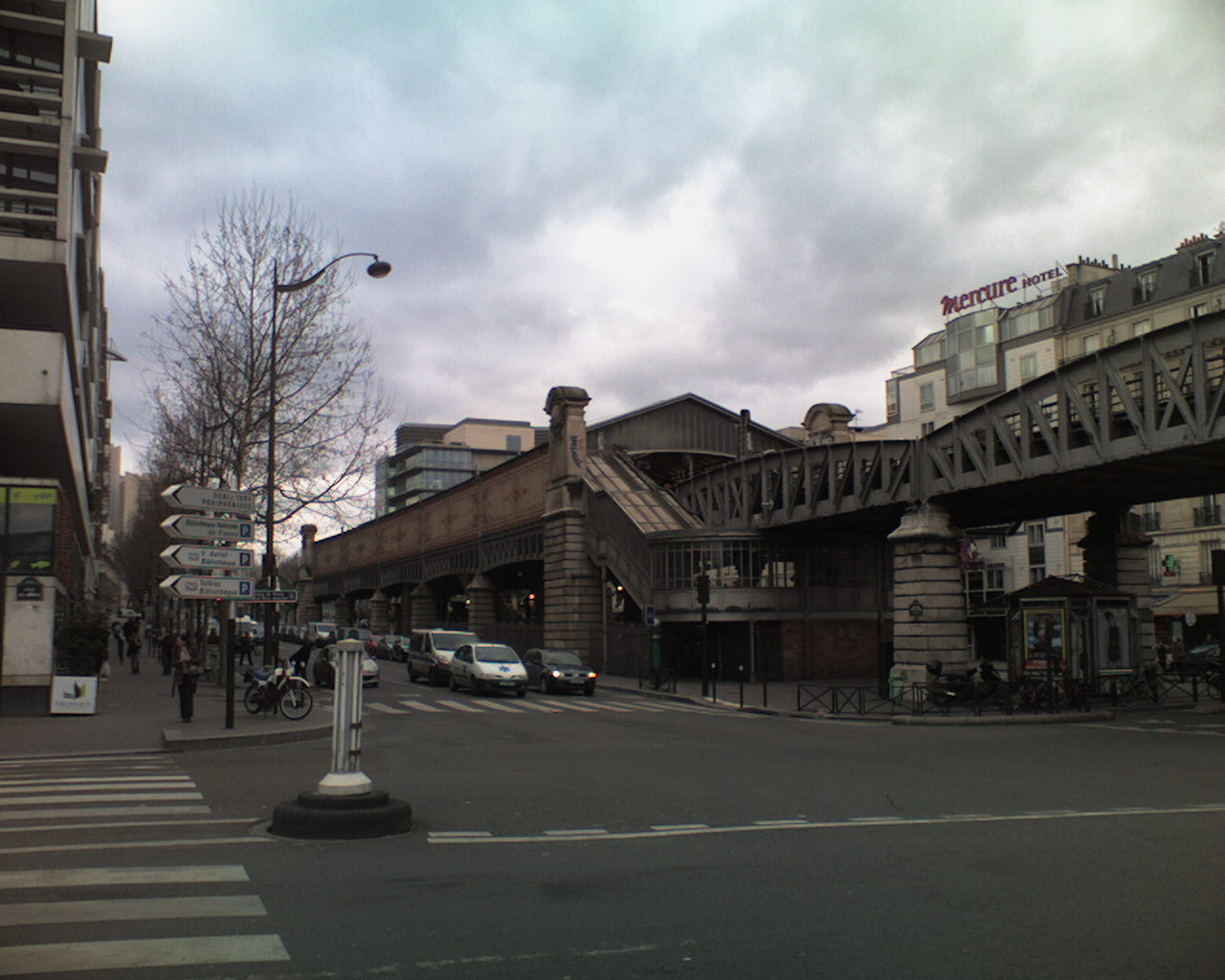
Quai de la Gare
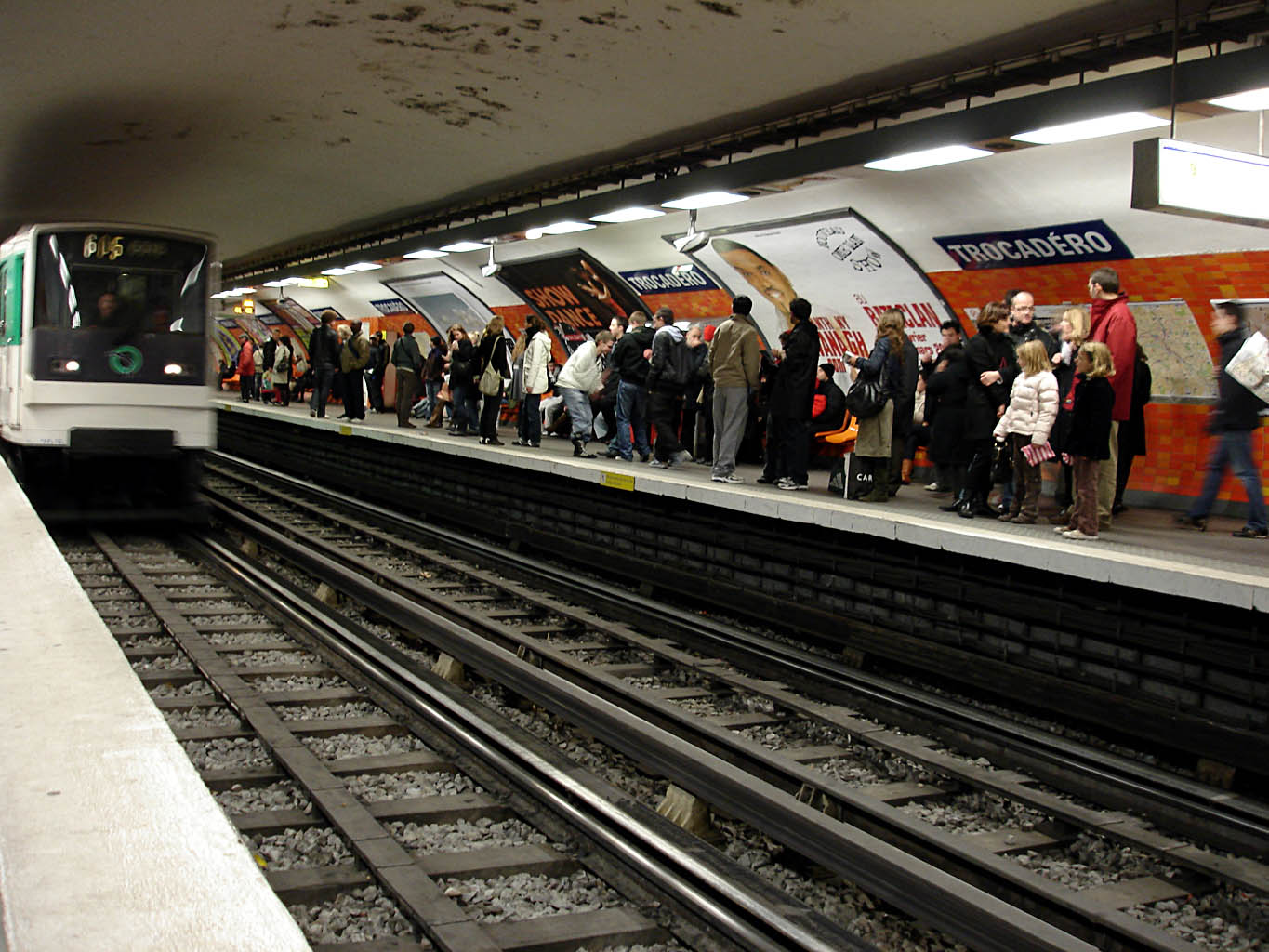
Trocadéro
- Charles de Gaulle – Étoile
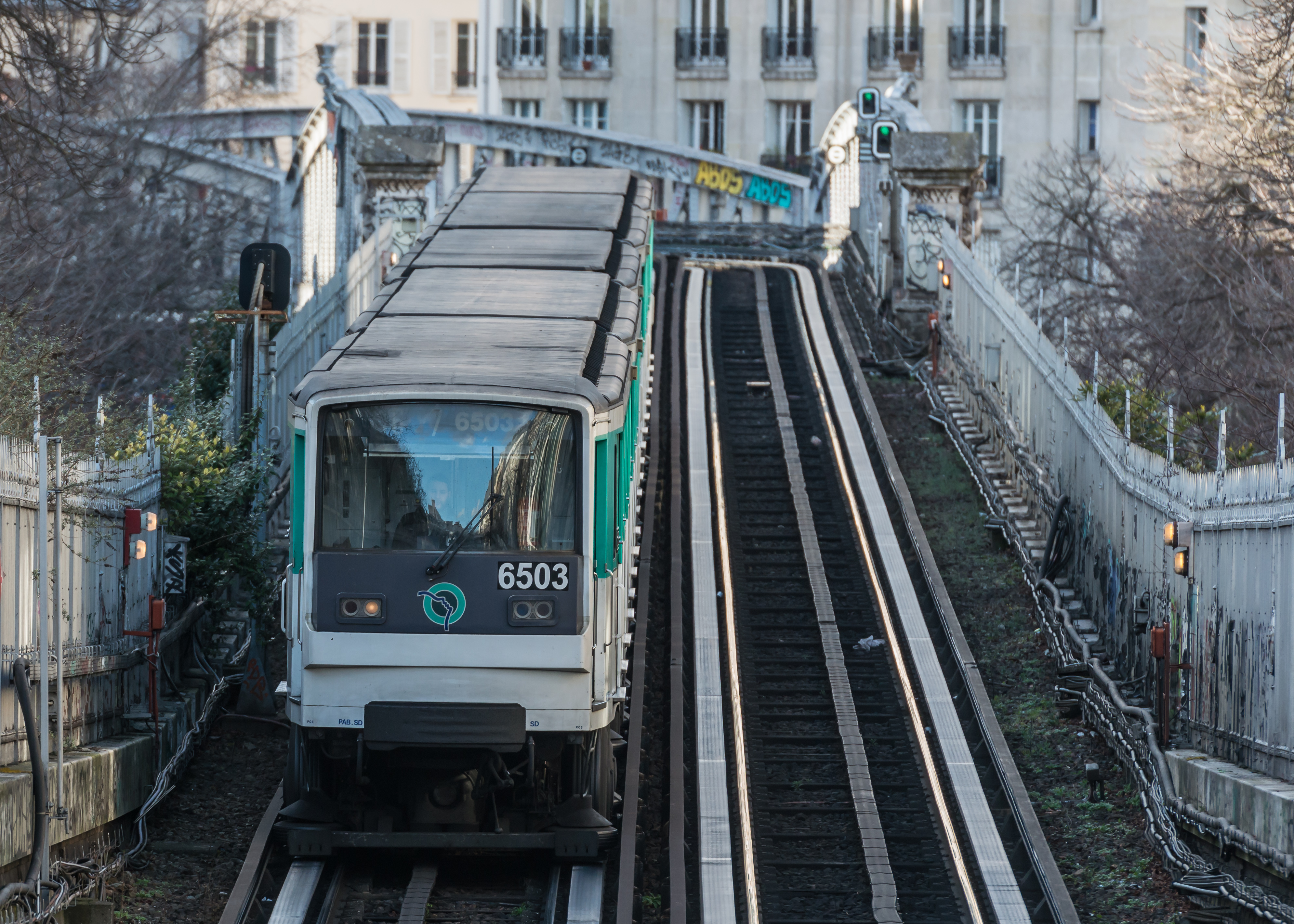
Magasvezetésű szakasz Pasteur állomásnál
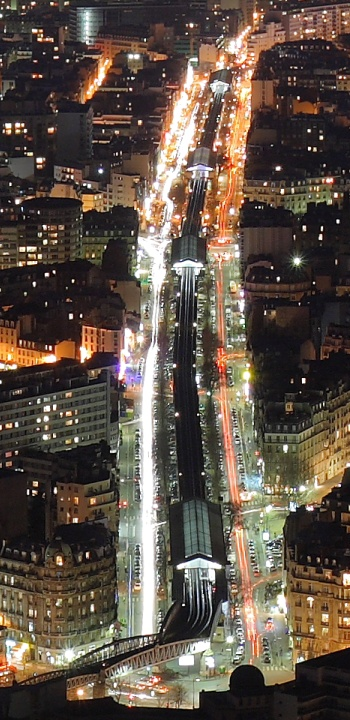
A metróvonal a Montparnasse-toronyból fotózva